# ۸۲۴ (میلادی)
۸۲۴ (میلادی) هشتصد و بیست و چهارمین سال تقویم میلادی است.

## درگذشتگان
- ۱۱ فوریه - پاسکال یکم، از پاپ‌های کلیسای کاتولیک روم

‎